# Lake Montezuma
Lake Montezuma é uma Região censo-designada localizada no estado americano de Arizona, no Condado de Yavapai.

## Demografia
Segundo o censo americano de 2000, a sua população era de 3344 habitantes.

## Geografia
De acordo com o United States Census Bureau tem uma área de
31,0 km², dos quais 31,0 km² cobertos por terra e 0,0 km² cobertos por água. Lake Montezuma localiza-se a aproximadamente 1013 m acima do nível do mar.

## Localidades na vizinhança
O diagrama seguinte representa as localidades num raio de 32 km ao redor de Lake Montezuma.